# Blidinje jezero
Blidinje jezero ali Blidinjsko jezero je kraško, delno umetno jezero, ki leži na nadmorski višini 1185 m med gorama Vran in Čvrsnica v zahodni Hercegovini, na meji med občinama Tomislavgrad in Posušje. Obsega površino približno 3,2 km² in je izredno plitko, s povprečno globino 0,3 do 1,9 m, odvisno od letnega časa. Po površini je največje gorsko jezero v Bosni in Hercegovini. Voda je kalna, z malo makrofiti, na njene lastnosti vpliva predvsem gorski značaj.
Območje, ki po obsegu in značilnostih ustreza kraškemu polju, je prekrito z ledeniškim drobirjem, zato nekateri avtorji obravnavajo Blidinje kot ledeniško jezero, v osnovi pa je tektonskega izvora. Vanj se zbirajo vode z okoliških gora in odtekajo skozi ponore na dnu, predvsem na jugovzhodnem delu jezera.
Območje Blidinja je bilo tudi pred nastankom jezera občasno poplavljeno, sicer v manjši meri na južnem delu sedanjega jezera, ki spada pod zaselek Ivan Dolac. V 1870. ali 1880. letih naj bi nato kmetje in pastirji po ustnem izročilu umetno zamašili ponore, da bi zagotovili stalen vir vode za napajanje živine v sušnejših obdobjih. Dokaj kmalu po tistem, v začetku 20. stoletja, so nekatere ponore ponovno poskušali odkopati, da bi vsaj zmanjšali jezero in ponovno pridobili obdelovalne površine. V ta namen so zgradili tudi pregrado, ki naj bi preprečila popolno izušitev in hkrati preveliko razlitje. Leta 1990 so se posule pregrade v ponorih, zato se je jezero skoraj v celoti izsušilo. V naglici so bili zgrajeni novi nasipi, ki so zaustavili nadaljnje izsuševanje, a zaradi nestrokovne izdelave še vedno prihaja do izgube vode.
Širše območje jezera je od leta 1995 zaščiteno kot Naravni park Blidinje. Izstopa po geomorfoloških značilnostih in več endemnih primerkih dinarske favne ter flore, od zgodovinskih znamenitosti pa je tu posejanih približno 150 stečkov. Poleg tega ob vznožju gore Pločno stoji frančiškanski samostan, kjer je urejena galerija.